# Partizan Belgrade (volley-ball masculin)
Maillots
Le Partizan Belgrade est un club omnisports serbe fondé en 1945. Cet article ne traite que de la section volley-ball masculin.

## Palmarès
- Championnat de Yougoslavie (10)
  - Vainqueur : 1946, 1947, 1949, 1950, 1953, 1967, 1973, 1978, 1990, 1991
- Coupe de Yougoslavie (7)
  - Vainqueur : 1950 (Zimski Cup), 1961, 1964, 1971, 1974, 1989, 1990
- Championnat de Serbie (1)
  - Vainqueur : 2011
- Coupe de Serbie (2)
  - Vainqueur : 2022, 2023
- Supercoupe de Serbie (1)
  - Vainqueur : 2022